# NHK陸中山形テレビ中継局
NHK陸中山形テレビ中継局（エヌエイチケイりくちゅうやまがたテレビちゅうけいきょく）は、岩手県久慈市の旧九戸郡山形村域に置かれていたNHK盛岡放送局のテレビ中継局。

## 所在地
- 久慈市山形町川井字外山（陰梨山）

## 中継局概要

### アナログ放送
| 放送局名    | チャンネル | 空中線電力        | ERP                 | 放送対象地域 | 放送区域内世帯数 |
| NHK盛岡総合 | 45ch       | 映像3W /音声750mW | 映像14.5W /音声3.7W | 岩手県       | 不明             |
| NHK盛岡教育 | 47ch       | 映像3W /音声750mW | 映像14.5W /音声3.7W | 全国         | 不明             |

- 2011年7月24日をもって廃止される予定だったが、同年3月11日に発生した東日本大震災の影響により、廃止が2012年3月31日まで延期された。

### デジタル放送
- 非該当

## 放送エリアなど
- 久慈市の旧山形村域中心部をカバーしている。なお在盛民放局は当地に中継局を置いていないため、川井地区のほとんどの世帯は民放を含め共同アンテナで視聴している（郊外の荷軽部・戸呂町・日野沢地区は二戸中継局からの電波を受信）。